# Port (Szwajcaria)
Port – gmina (niem. Einwohnergemeinde) w Szwajcarii, w kantonie Berno, w regionie administracyjnym Seeland, w okręgu Biel/Bienne. Leży nad Kanałem Nidau-Büren.

## Demografia
W Port mieszka 3 801 osób. W 2020 roku 14% populacji gminy stanowiły osoby urodzone poza Szwajcarią.

## Transport
Przez teren gminy przebiega droga główna nr 235.